# The Gaylads
TThe Gaylads est un groupe jamaïcain de reggae, originaire de Kingston.

## Histoire
Le groupe, formé à Kingston, se compose à l'origine des chanteurs Harris « B.B. » Seaton, Winston Delano Stewart et Maurice Roberts. Seaton, Winston Delano Stewart et Maurice Roberts ; Seaton et Stewart avaient déjà connu le succès avec le duo Winston and Bibby,. Le groupe changea plusieurs fois au cours des dix années d'existence de The Gaylads, Maurice Roberts restant le seul membre constant.
Les Gaylads prennentune pause en 1964, Seaton se produisant en solo dans le circuit des cabarets, mais ils se reforment en 1966. Les premiers succès du groupe sont obtenus avec le producteur Clement « Coxsone » Dodd au Studio One, et comprenaient Lady in the Red Dress, Stop Making Love, You Should Never Do That et Don't Say No. En plus d'enregistrer plusieurs succès, les Gaylads ont également accompagné de nombreux musiciens influents (dont Ken Parker, Ken Boothe et Delroy Wilson) sur des enregistrements,. En 1968, ils enregistrent pour Sonia Pottinger et connaissent d'autres succès. En 1969, ils enregistrent pour Leslie Kong, avec notamment le succès There's a Fire. Stewart quitte le groupe lorsqu'il émigre, et le décès de Kong leur porte un nouveau coup, mais ils connaissent d'autres succès en enregistrant pour Rupie Edwards au début des années 1970. Seaton émigre également, laissant Roberts comme seul membre originel.
En 2012, le groupe des Gaylads se compose de Seaton et Randall Thaxter, puis en 2016 de Seaton, Harold Davis et Dennis Spencer.
Maurice Roberts est décède le 14 août 2015, à l'âge de 70 ans. B. B. Seaton décède le 4 mars 2024, à l'âge de 79 ans. 

## Discographie

### Albums studio
- 1967 : Soul Beat (Studio One)
- 1970 : Fire and Rain (Beverley's)
- 1979 : Understanding (United Artists Records/Ballistic)
- 1984 : Cornell Campbell Meets the Gaylads (with Sly and Robbie) (Culture Press - split avec Cornell Campbell)
- 1992 : Up Front (Solomonic Records) (sous Psalms)

### Compilations
- Seal of Approval (Soul Beat - B.B. Seaton and the Gaylads)
- Ska Days (Studio One)
- 1995 : Over the Rainbow's End (Best of The Gaylads) 1968-1971 (Trojan)
- 1997 : After Studio One (Metro)